# Kahraman Babam
Kahraman Babam è un serial televisivo drammatico turco composto da 8 puntate, trasmesso su Show TV dal 14 giugno al 26 luglio 2021, con protagonisti Görkem Sevindik, Nilay Deniz ed Ebrar Alya Demirbilek.

## Trama
Uğur Eser è un pompiere che ha perso la moglie in un incendio ed ha un'unica figlia, Ömrüm. Uğur sta lottando per ottenere la custodia di sua figlia dalla famiglia di sua moglie, che pensa che non sia in grado di prendersi cura della bambina da solo.

## Episodi
| Stagione       | Episodi | Prima TV Turchia | Prima TV Italia |
| -------------- | ------- | ---------------- | --------------- |
| Prima stagione | 8       | 2021             | inedita         |

## Personaggi e interpreti
- Uğur Eser, interpretato da Görkem Sevindik.
- Yonca, interpretata da Nilay Deniz.
- Ömrüm Eser, interpretata da Ebrar Alya Demirbilek.
- Cem, interpretato da Ushan Çakır.
- Zehra, interpretata da Tuğçe Altuğ.
- Gönül, interpretata da Toprak Sağlam.
- Yavuz, interpretato da Fatih Al.
- Tolga, interpretato da Deniz Hamzaoğlu.
- Ayşe, interpretata da Aslı Orcan.
- Menekşe, interpretata da Sümeyye Aydoğan.
- Murat, interpretato da Gürberk Polat.
- Furkan, interpretato da Efekan Can.
- İlker, interpretato da Burak Berkay Akgül.
- Bedri Öztürk, interpretato da Timur Ölkebaş.
- Hazan, interpretato da Melisa Akman.
- Abdülkerim, interpretato da Uğur Arda Başkan.
- Halil Ceyhan, interpretato da Bülent Ergün.
- Süha, interpretato da Hakan Altıner.
- Bakiye, interpretata da Tuğçe Karabayır.

## Produzione
La serie è diretta da Osman Kaya, scritta da Sevgi Yılmaz, Devrim Yıldız Özdemir e Bahar Kaya e prodotta da Ay Yapım. Inizialmente, il titolo previsto per la serie era Kırmızı Kamyon, ma in seguito è stato modificato in Kahraman Babam.

### Riprese
Le riprese sono state effettuate in diversi quartieri di Istanbul, in particolare presso la fabbrica Kundura nel distretto di Beykoz.

## Promozione
L'esordio della serie, previsto per il 14 giugno 2021, è stato annunciato il 22 maggio attraverso i profili social di Show TV e della società di produzione Ay Yapım. I primi promo sono stati rilasciati dal 1º giugno dello stesso anno.